# Scott Clifton
Scott Clifton Snyder es un actor y cantautor estadounidense, más conocido por haber interpretado a Dillon Quartermaine en la serie General Hospital, a Schuyler Joplin en la serie One Life to Live y actualmente por interpretar a Liam Spencer en la serie The Bold and the Beautiful.

## Biografía
Es hijo de Ron Snyder y de la doctora Faye Snyder. Scott es de origen ruso y escocés.
El 20 de octubre de 2012, se casó con Nicole Lampson.

## Carrera
Scott tiene su propio canal en YouTube llamado "Theoretical Bullshit".
El 17 de abril de 2003 se unió al elenco de la serie General Hospital donde dio vida a Dillon Quartermaine, el hijo de Tracy Quartermaine y Paul Hornsby, hasta el 24 de diciembre de 2007 después de que su personaje regresará a California tras asistir al funeral de su exesposa Georgie Jones (Lindze Letherman). Anteriormente el personaje fue interpretado por los actores P.J. Aliseo de 1996 a 1997, por Jacob Smith en 1996 y finalmente por Kevin y Michael Jacobson en 1992.
El 9 de enero de 2009 se unió al elenco de la serie One Life to Live donde interpretó a Schuyler Joplin, hasta el 9 de abril de 2010 después de que su personaje fuera arrestado y enviado a la prisión Statesville por sus crímenes.
El 19 de julio de 2010 se unió al elenco principal de la telenovela The Bold and the Beautiful donde interpreta al empresario William "Liam" Spencer, hasta ahora.

## Filmografía

### Series de televisión
| Año             | Título                     | Personaje              | Notas         |
| --------------- | -------------------------- | ---------------------- | ------------- |
| 2010 - presente | The Bold and the Beautiful | William "Liam" Spencer | 805 episodios |
| 2009 - 2010     | One Life to Live           | Schuyler Joplin        | 155 episodios |
| 2003 - 2007     | General Hospital           | Dillon Quartermaine    | 189 episodios |

### Películas
| Año  | Título          | Personaje   | Notas                                                                                 |
| ---- | --------------- | ----------- | ------------------------------------------------------------------------------------- |
| 2007 | The Death Strip | Mike Kohler | junto a Paula Malcomson, Anne Ramsay, Robert Blesse, Anna Brüggemann & James C. Burns |

## Premios y nominaciones
| Año  | Categoría                                      | Premio                  | Serie                      | Resultado |
| ---- | ---------------------------------------------- | ----------------------- | -------------------------- | --------- |
| 2015 | Outstanding Supporting Actor in a Drama Series | Daytime Emmy Award      | The Bold and the Beautiful | Nominado  |
| 2014 | Outstanding Supporting Actor in a Drama Series | Daytime Emmy Award      | The Bold and the Beautiful | Nominado  |
| 2013 | Outstanding Supporting Actor in a Drama Series | Daytime Emmy Award      | The Bold and the Beautiful | Ganador   |
| 2011 | Outstanding Younger Actor in a Drama Series    | Daytime Emmy Award      | The Bold and the Beautiful | Ganador   |
| 2010 | Outstanding Younger Actor in a Drama Series    | Daytime Emmy Award      | One Life to Live           | Nominado  |
| 2006 | Outstanding Younger Actor in a Drama Series    | Daytime Emmy Award      | General Hospital           | Nominado  |
| 2005 | Outstanding Younger Lead Actor                 | Soap Opera Digest Award | General Hospital           | Ganador   |
| 2005 | Outstanding Younger Actor in a Drama Series    | Daytime Emmy Award      | General Hospital           | Nominado  |
| 2004 | Outstanding Younger Actor in a Drama Series    | Daytime Emmy Award      | General Hospital           | Nominado  |